# О борьбе с искривлениями партлинии в колхозном движении
«О борьбе с искривлениями партлинии в колхозном движении» — постановление ЦК ВКП(б), принятое 15 марта 1930 года. Данное постановление позволило распускать колхозы, организованные не на добровольной основе. Итогом постановления стало то, что к маю 1930 года случаи роспусков колхозов затронули более половины всех крестьянских хозяйств. В постановлении отмечаются факты принуждения к вступлению в колхозы.
В итоге к лету 1930 года в колхозах осталось только 21,4% всех крестьян.